# Epimecis scolopacea
Epimecis scolopacea là một loài bướm đêm trong họ Geometridae.